# Comté de Grand Isle
Pour les articles homonymes, voir Grand Isle.
Le comté de Grand Isle est situé dans le nord-ouest de l'État américain du Vermont, sur la frontière avec la province de Québec. Il se compose de plusieurs îles dans le lac Champlain (Grand Isle, Isle La Motte) et d'une péninsule s'étendant vers le Canada. Par conséquent, il n'a pas de frontière terrestre avec un autre comté américain. Son siège est à North Hero. Selon le recensement des États-Unis de 2020, sa population est de 7 293 habitants.

## Géographie
La superficie du comté est de 504 km², dont 214 km² de terre. Quatre de ses cinq villes du comté (North Hero, South Hero, Grand Isle et Isle La Motte) sont entièrement situées sur des îles dans le lac Champlain.

## Histoire du comté
Le comté de Grand Isle est l'un des comtés du Vermont créés à partir de plusieurs terrains cédés par l'État de New York, le 15 janvier 1777. Le Vermont d'alors s'était déclaré un État distinct. La région était à l'origine contestée par le Massachusetts, le New Hampshire, l'État de New York, la Nouvelle-France et la Nouvelle-Néerlande. Après la guerre d'indépendance, le Massachusetts n'a pas formellement retiré sa demande sur la région et a demandé au Congrès américain d'arbitrer la question. Le Congrès s'est prononcé le 7 mars 1788. Par la suite le Congrès a ordonné une commission mixte pour régler la frontière entre les États de New York et du Vermont,.

## Démographie
- sources du graphique des recensements[5],[6],[7]:

## Politique fédérale
| Année | Démocrate   | Républicain |
| ----- | ----------- | ----------- |
| 2016  | 51,0% 2 094 | 36,2% 1 487 |
| 2012  | 62,1% 2 531 | 36,1% 1 471 |
| 2008  | 63,1% 2 694 | 34,9% 1 490 |
| 2004  | 55,1% 2 246 | 43,0% 1 754 |
| 2000  | 50,4% 1 835 | 42,6% 1 550 |

## Territoires adjacents

### Comtés américains
- Comté de Franklin (est)
- Comté de Chittenden (sud)
- Comté de Clinton (New York) (ouest)

### Municipalité régionale de comté (Québec)
- Le Haut-Richelieu (nord)